# Pupienus
Marcus Clodius Pupienus Maximus (n. secolul II d.Hr., Roma, Imperiul Roman – d. 29 iulie 238 d.Hr., Roma, Imperiul Roman), cunoscut sub numele de Pupienus, a fost un împărat roman din anul celor șase împărați. El a domnit împreună cu Balbinus.

## Origini
Historia Augusta spune că Pupienus a fost un fiu de fierar, care și-a început cariera ca centurion și mai apoi a ajuns tribun militar și pretor. Alte surse îl arată pe Pupienus ca fiul adoptiv al Pescenniei Marcellina, și servind în funcțiile de proconsul al Bithyniei, al Greciei și mai apoi al Galliei Narbonensis, asta înainte de a fi legatus în Iliria. La sfârșit se spune că a guvernat provinciile germanice (Germania Inferior). Doar ultima funcție, cea de guvernator al problematicei Germania Inferior, pare reală, fiind atestată și de istoricul Herodian.
Este cert că Pupienus nu s-a născut ca patrician. El provenea din orașul etrusc Volterra, unde s-a găsit o inscripție cu numele fiicei (sau surorii) lui Pupienus: Pupiena Sextia Paulina Cathegilla. Acesta dovedește că Pupienus era înrudit cu familia nobiliară a Sextiilor. Pupienus a fost de două ori consul. Prima dată a fost în jurul anului 213, iar a doua oară a fost în 234. În același an a devenit prefect al Romei; din cauza severității sale, însă, a devenit nepopular în rândul poporului roman. Pupienus a avut doi copii: Tiberius Clodius Pupienus Pulcher Maximus, consul suffect în 235 și Marcus Pupienus Africanus, consul în 236 împreună cu împăratul Maximin Tracul. Toate aceste funcții arată importanța lui Pupienus și al familiei sale pe durata domniei lui Maximin Tracul. Evident, ei au deținut o proprietate în orășelul Tibur, din afara Romei, unde Pupienus Pulcher Maximus era patron.

## Conducerea Romei
Când Gordian I și Gordian al II-lea s-au declarat împărați în Africa, Senatul a desemnat o comisie de 20 de oameni, incluzându-l pe Pupienus, pentru a coordona acțiunile împotriva lui Maximin Tracul, împăratul decăzut din drepturi. După moartea celor doi gordieni, Senatul s-a întrunit la Templul lui Jupiter, unde a votat pe noii împărați, Pupienus și Balbinus. Cei doi au fost însă nevoiți să-l adopte pe Gordian al III-lea, nepotul lui Gordian I. Pupienus a mărșăluit spre Ravenna, pentru a se întâlni cu Maximin. Acesta a fost asasinat de trupel sale la Aquileia. La Roma, Balbinus nu a ținut bine frâilele puterii pe durata absenței lui Pupienus. Când acesta a revenit în capitală, Balbinus l-a acuzat că ar vrea să domnească singur. Astfel cei doi împărați s-au mutat în săli separate din palat. Acest lucru a făcut mai ușoară asasinarea lor de către garda pretoriană, care era nemulțumită de cei doi împărați puși de Senat. În locul lor, pe tron a venit Gordian al III-lea.